# Brânzoaică
 (avril 2019).

Le brânzoaice, appelé aussi plăcintă cu brânză, est une spécialité pâtissière de Roumanie. Il s'agit d'une pâtisserie composée d'une petite brioche fourrée avec du fromage, le plus souvent de la urdă, qui sera dorée au four. 